# Pematang Tambun Raya
Pematang Tambun Raya is een bestuurslaag in het regentschap Simalungun van de provincie Noord-Sumatra, Indonesië. Pematang Tambun Raya telt 920 inwoners (volkstelling 2010).